# UCI World Tour 2020
Cet article concerne la compétition masculine. Pour la compétition féminine, voir UCI World Tour féminin 2020.
Navigation
Édition précédente Édition suivante
L'UCI World Tour 2020 est la dixième édition de l'UCI World Tour, le successeur du ProTour et du calendrier mondial. Il regroupe les compétitions phares du cyclisme sur route professionnel masculin.

## Évolution
Par rapport à l'édition précédente, le Tour de Turquie est rétrogradé dans la nouvelle catégorie UCI ProSeries, tandis que le Tour de Californie est annulé.
En raison de la pandémie de Covid-19, toutes les courses du mois de mars sont annulées, à l'exception de Paris-Nice. Les épreuves des mois d'avril à juillet inclus sont également annulées ou reportées,,,.
Le 5 mai, l'UCI dévoile le nouveau calendrier mis à jour pour le reste de la saison. Le calendrier World Tour reprend le 1er août avec les Strade Bianche et se termine le 10 novembre. Le Tour d'Italie est reprogrammé du 4 au 25 octobre, tandis que  le Tour d'Espagne (20 octobre - 8 novembre) passe de 21 à 18 étapes,. Eschborn-Francfort et l'EuroEyes Cyclassics sont encore à positionner, tandis que la semi-classique À travers les Flandres est finalement annulée. Le 12 juin, l'UCI publie le calendrier définitif. La classique allemande Eschborn-Francfort est annulée, tandis que l'EuroEyes Cyclassics est positionnée temporairement le 3 octobre, avant d'être finalement annulée. Le Tour de Lombardie est avancé au 15 août, alors que le Tour du Guangxi est déplacé du 5 au 10 novembre,. Les Grand Prix cycliste de Québec et de Montréal l'Amstel Gold Race et Paris-Roubaix sont également annulés par la suite. Finalement, seules 21 des 36 courses sont maintenues par rapport au calendrier initial.

## Équipes
Contrairement à la saison précédente, la licence UCI WorldTeam est attribuée à 19 équipes (au lieu de 18). Cofidis est la nouvelle équipe bénéficiant de la licence, tandis que la licence de l'équipe Katusha-Alpecin a été rachetée par Israel Cycling Academy, qui est renommée en Israel Start-Up Nation.
| Code    | Équipe                                  | Propriétaire de la licence       | Pays                | Groupe     | Vélos sur route                                                                  | Vélo contre-la-montre      | Roues      | Création |
| ------- | --------------------------------------- | -------------------------------- | ------------------- | ---------- | -------------------------------------------------------------------------------- | -------------------------- | ---------- | -------- |
| ALM     | AG2R La Mondiale (2020)                 | EUSRL France Cyclisme            | France              | Shimano    | Eddy Merckx 525 Eddy Merckx Stockeu69                                            | Ridley Dean Fast           | Mavic      | 1992     |
| AST     | Astana Pro Team (2020)                  | Olympus Sarl                     | Kazakhstan          | Shimano    | Wilier Zero SLR Wilier Cento10PRO Wilier Cento10NDR                              | Wilier Turbine             | Corima     | 2007     |
| TBM     | Bahrain-McLaren (2020)                  | Bahrain World Tour Cycling Team  | Bahreïn             | Shimano    | Merida Scultura Merida Reacto                                                    | Merida Warp TT             | Vision     | 2017     |
| BOH     | Bora-Hansgrohe (2020)                   | Ralph Denk pro cycling GmbH      | Allemagne           | Shimano    | Specialized S-Works Tarmac Specialized S-Works Venge Specialized S-Works Roubaix | Specialized S-Works Shiv   | Roval      | 2010     |
| CCC     | CCC Team (2020)                         | Continuum Sports LLC             | Pologne             | Shimano    | Giant TCR Advanced SL 0 Giant Propel Advanced SL Disc                            | Giant Trinity Advanced Pro | Cadex      | 2007     |
| COF     | Cofidis (2020)                          | Cofidis Compétition EUSRL        | France              | Campagnolo | De Rosa Merak De Rosa SK Pininfarina                                             | De Rosa TT-03              | Fulcrum    | 1996     |
| DQT     | Deceuninck-Quick Step (2020)            | Decolef Lux Sarl                 | Belgique            | Shimano    | Specialized S-Works Tarmac Specialized S-Works Venge Specialized S-Works Roubaix | Specialized S-Works Shiv   | Roval      | 2003     |
| EF1     | EF Pro Cycling (2020)                   | Slipstream Sports LLC            | États-Unis          | Shimano    | Cannondale SuperSix EVO Cannondale SystemSix                                     | Cannondale SuperSlice      | Vision     | 2005     |
| GFC     | Groupama-FDJ (2020)                     | Société de Gestion de L'Echappée | France              | Shimano    | Lapierre Xelius SL Lapierre Aircode SL Lapierre Pulsium                          | Lapierre Aerostorm DRS     | Shimano    | 1997     |
| ISN     | Israel Start-Up Nation (2020)           | Cycling Academy Ltd.             | Israël              | Shimano    | Factor O2 VAM Factor One                                                         | Factor Slick               | Black Inc  | 2015     |
| LTS     | Lotto-Soudal (2020)                     | Belgian Cycling Project          | Belgique            | Campagnolo | Ridley Helium SLX Ridley Noah Fast Ridley Fenix SLX                              | Ridley Dean Fast           | Campagnolo | 2012     |
| MTS     | Mitchelton-Scott (2020)                 | GreenEdge Cycling                | Australie           | Shimano    | Scott Addict Scott Foil Scott Speedster                                          | Scott Plasma 5 HMX TT      | Shimano    | 2012     |
| MOV     | Movistar Team (2020)                    | Abarca Sports S.L.               | Espagne             | SRAM       | Canyon Ultimate CF SLX Canyon Aeroad CF SLX Canyon Endurace CF SLX               | Canyon Speedmax CF SLX     | Zipp       | 1980     |
| NTT     | NTT Pro Cycling (2020)                  | Ryder Cycling                    | Afrique du Sud      | Shimano    | BMC Teammachine SLR01 BMC Timemachine TMR01 BMC Roadmachine RM01                 | BMC TimeMachine TM01       | Enve       | 1997     |
| INS/IGD | Team Ineos/Team Ineos Grenadiers (2020) | Tour Racing Limited              | Grande-Bretagne     | Shimano    | Pinarello Dogma F10 Pinarello Dogma K10-S                                        | Pinarello Bolide TT        | Shimano    | 2010     |
| TJV     | Team Jumbo-Visma (2020)                 | Team Oranje Road BV              | Pays-Bas            | Shimano    | Bianchi Specialissima Bianchi Oltre XR4 Bianchi Infinito CV                      | Bianchi Aquila CV          | Shimano    | 1984     |
| SUN     | Team Sunweb (2020)                      | SMS Cycling B.V.                 | Allemagne           | Shimano    | Cervélo R5 Disc Cervélo S5 Cervélo C3                                            | Cervélo P5                 | Shimano    | 2005     |
| TFS     | Trek-Segafredo (2020)                   | Trek Factory Racing              | États-Unis          | SRAM       | Trek Emonda Trek Madone Trek Domane SLR                                          | Trek Speed Concept         | Bontrager  | 2011     |
| UAD     | UAE Team Emirates (2020)                | CGS Cycling Team AG              | Émirats arabes unis | Campagnolo | Colnago C64 Colnago Concept Colnago C60                                          | Colnago M.Zero             | Campagnolo | 1990     |

## Participations des équipes et wild cards
Les dix-neuf équipes World Tour (ou WorldTeams) sont automatiquement invitées aux 36 courses composant le calendrier. Néanmoins, elles ne sont pas dans l'obligation de participer aux 10 épreuves de catégorie 5. En revanche, leur présence sur les 26 autres courses reste obligatoire. L'UCI ProTeam Total Direct Energie est également invitée à toutes les compétitions grâce à sa place de meilleure équipe continentale professionnelle en 2019, mais elle peut refuser de participer à l'une ou l'autre des épreuves. L'équipe Circus-Wanty Gobert qui a terminé deuxième meilleure équipe continentale professionnelle en 2019, est quant à elle invitée à toutes les courses d'un jour du World Tour,.

## Calendrier et résultats
| No | Date                   | Nom de l'épreuve                  | Pays                | Cat | Vainqueur             | Deuxième             | Troisième             |
| -- | ---------------------- | --------------------------------- | ------------------- | --- | --------------------- | -------------------- | --------------------- |
| 1  | 21-26 janvier          | Tour Down Under                   | Australie           | 3   | Richie Porte          | Diego Ulissi         | Simon Geschke         |
| 2  | 2 février              | Cadel Evans Great Ocean Road Race | Australie           | 5   | Dries Devenyns        | Pavel Sivakov        | Daryl Impey           |
| 3  | 23-27 février          | Tour des Émirats arabes unis      | Émirats arabes unis | 5   | Adam Yates            | Tadej Pogačar        | Alexey Lutsenko       |
| 4  | 29 février             | Circuit Het Nieuwsblad            | Belgique            | 5   | Jasper Stuyven        | Yves Lampaert        | Søren Kragh Andersen  |
| 5  | 8-14 mars              | Paris-Nice                        | France              | 3   | Maximilian Schachmann | Tiesj Benoot         | Sergio Higuita        |
| 6  | 1er août               | Strade Bianche                    | Italie              | 5   | Wout van Aert         | Davide Formolo       | Maximilian Schachmann |
| 7  | 5-9 août               | Tour de Pologne                   | Pologne             | 4   | Remco Evenepoel       | Jakob Fuglsang       | Simon Yates           |
| 8  | 8 août                 | Milan-San Remo                    | Italie              | 3   | Wout van Aert         | Julian Alaphilippe   | Michael Matthews      |
| 9  | 12-16 août             | Critérium du Dauphiné             | France              | 3   | Daniel Martínez       | Thibaut Pinot        | Guillaume Martin      |
| 10 | 15 août                | Tour de Lombardie                 | Italie              | 3   | Jakob Fuglsang        | George Bennett       | Aleksandr Vlasov      |
| 11 | 25 août                | Bretagne Classic                  | France              | 4   | Michael Matthews      | Luka Mezgec          | Florian Sénéchal      |
| 12 | 29 août-20 septembre   | Tour de France                    | France              | 1   | Tadej Pogačar         | Primož Roglič        | Richie Porte          |
| 13 | 8-14 septembre         | Tirreno-Adriatico                 | Italie              | 3   | Simon Yates           | Geraint Thomas       | Rafał Majka           |
| 14 | 29 septembre-4 octobre | BinckBank Tour                    | Pays-Bas Belgique   | 4   | Mathieu van der Poel  | Søren Kragh Andersen | Stefan Küng           |
| 15 | 30 septembre           | Flèche wallonne                   | Belgique            | 4   | Marc Hirschi          | Benoit Cosnefroy     | Michael Woods         |
| 16 | 3-25 octobre           | Tour d'Italie                     | Italie              | 2   | Tao Geoghegan Hart    | Jai Hindley          | Wilco Kelderman       |
| 17 | 4 octobre              | Liège-Bastogne-Liège              | Belgique            | 3   | Primož Roglič         | Marc Hirschi         | Tadej Pogačar         |
| 18 | 11 octobre             | Gand-Wevelgem                     | Belgique            | 3   | Mads Pedersen         | Florian Sénéchal     | Matteo Trentin        |
| 19 | 18 octobre             | Tour des Flandres                 | Belgique            | 3   | Mathieu van der Poel  | Wout van Aert        | Alexander Kristoff    |
| 20 | 20 octobre-8 novembre  | Tour d'Espagne                    | Espagne             | 2   | Primož Roglič         | Richard Carapaz      | Hugh Carthy           |
| 21 | 21 octobre             | Trois Jours de Bruges-La Panne    | Belgique            | 5   | Yves Lampaert         | Tim Declercq         | Tim Merlier           |

Au cours de la saison 2020, quinze courses n'ont pas pu être reprogrammées, ou l'ont été mais annulées une seconde fois en raison de la seconde vague de la Covid19 :
| Date           | Nom de l'épreuve                | Pays        | Cat |
| -------------- | ------------------------------- | ----------- | --- |
| 23-29 mars     | Tour de Catalogne               | Espagne     | 4   |
| 27 mars        | E3 BinckBank Classic            | Belgique    | 4   |
| 1er avril      | À travers les Flandres          | Belgique    | 5   |
| 6-11 avril     | Tour du Pays basque             | Espagne     | 4   |
| 12 avril       | Paris-Roubaix                   | France      | 3   |
| 19 avril       | Amstel Gold Race                | Pays-Bas    | 3   |
| 28 avril-3 mai | Tour de Romandie                | Suisse      | 3   |
| 1er mai        | Eschborn-Francfort              | Allemagne   | 5   |
| 7-14 juin      | Tour de Suisse                  | Suisse      | 3   |
| 25 juillet     | Classique de Saint-Sébastien    | Espagne     | 4   |
| 16 août        | EuroEyes Cyclassics             | Allemagne   | 4   |
| 16 août        | RideLondon-Surrey Classic       | Royaume-Uni | 5   |
| 11 septembre   | Grand Prix cycliste de Québec   | Canada      | 3   |
| 13 septembre   | Grand Prix cycliste de Montréal | Canada      | 3   |
| 5-10 novembre  | Tour du Guangxi                 | Chine       | 5   |

## Classements
Les classements UCI World Tour ne sont plus calculés. Ils sont remplacés par le classement mondial UCI.

## Victoires sur le World Tour
Ci-dessous les coureurs, équipes et pays ayant gagné au moins une course ou une étape d'une course sur l'édition 2020 du World Tour.
| #  | Coureur               | Équipe                | Vict. |
| -- | --------------------- | --------------------- | ----- |
| 1  | Primož Roglič         | Team Jumbo-Visma      | 8     |
| 2  | Pascal Ackermann      | Bora-Hansgrohe        | 5     |
| 2  | Caleb Ewan            | Lotto-Soudal          | 5     |
| 2  | Filippo Ganna         | Ineos Grenadiers      | 5     |
| 2  | Tadej Pogačar         | UAE Team Emirates     | 5     |
| 2  | Wout van Aert         | Team Jumbo-Visma      | 5     |
| 7  | Søren Kragh Andersen  | Sunweb                | 4     |
| 7  | Sam Bennett           | Deceuninck-Quick Step | 4     |
| 7  | Arnaud Démare         | Groupama-FDJ          | 4     |
| 7  | Mathieu van der Poel  | Alpecin-Fenix         | 4     |
| 11 | Tao Geoghegan Hart    | Ineos Grenadiers      | 3     |
| 11 | Mads Pedersen         | Trek-Segafredo        | 3     |
| 13 | Remco Evenepoel       | Deceuninck-Quick Step | 2     |
| 13 | David Gaudu           | Groupama-FDJ          | 2     |
| 13 | Marc Hirschi          | Sunweb                | 2     |
| 13 | Lennard Kämna         | Bora-Hansgrohe        | 2     |
| 13 | Daniel Martínez       | EF Pro Cycling        | 2     |
| 13 | Giacomo Nizzolo       | NTT Pro Cycling       | 2     |
| 13 | Jasper Philipsen      | UAE Team Emirates     | 2     |
| 13 | Richie Porte          | Trek-Segafredo        | 2     |
| 13 | Maximilian Schachmann | Bora-Hansgrohe        | 2     |
| 13 | Diego Ulissi          | UAE Emirates          | 2     |
| 13 | Tim Wellens           | Lotto-Soudal          | 2     |
| 13 | Michael Woods         | EF Pro Cycling        | 2     |
| 13 | Adam Yates            | Mitchelton-Scott      | 2     |
| 13 | Simon Yates           | Mitchelton-Scott      | 2     |

| Suite du classement | Suite du classement | Suite du classement       | Suite du classement |
| #                   | Coureur             | Équipe                    | Vict.               |
| ------------------- | ------------------- | ------------------------- | ------------------- |
| 27                  | Julian Alaphilippe  | Deceuninck-Quick Step     | 1                   |
| 27                  | Davide Ballerini    | Deceuninck-Quick Step     | 1                   |
| 27                  | Tiesj Benoot        | Sunweb                    | 1                   |
| 27                  | Niccolò Bonifazio   | Team Total Direct Énergie | 1                   |
| 27                  | Jonathan Caicedo    | EF Pro Cycling            | 1                   |
| 27                  | Richard Carapaz     | Ineos Grenadiers          | 1                   |
| 27                  | Hugh Carthy         | EF Pro Cycling            | 1                   |
| 27                  | Josef Černý         | CCC Team                  | 1                   |
| 27                  | Magnus Cort         | EF Pro Cycling            | 1                   |
| 27                  | Dries Devenyns      | Deceuninck-Quick Step     | 1                   |
| 27                  | Alex Dowsett        | Israel Start-Up Nation    | 1                   |
| 27                  | Davide Formolo      | UAE Team Emirates         | 1                   |
| 27                  | Jakob Fuglsang      | Astana                    | 1                   |
| 27                  | Iván García Cortina | Bahrain-McLaren           | 1                   |
| 27                  | Dylan Groenewegen   | Team Jumbo-Visma          | 1                   |
| 27                  | Ruben Guerreiro     | EF Pro Cycling            | 1                   |
| 27                  | Fabio Jakobsen      | Deceuninck-Quick Step     | 1                   |
| 27                  | Lucas Hamilton      | Mitchelton-Scott          | 1                   |
| 27                  | Jai Hindley         | Sunweb                    | 1                   |
| 27                  | Matthew Holmes      | Lotto-Soudal              | 1                   |
| 27                  | Ion Izagirre        | Astana                    | 1                   |
| 27                  | Alexander Kristoff  | UAE Team Emirates         | 1                   |
| 27                  | Sepp Kuss           | Team Jumbo-Visma          | 1                   |
| 27                  | Michał Kwiatkowski  | Ineos Grenadiers          | 1                   |
| 27                  | Yves Lampaert       | Deceuninck-Quick Step     | 1                   |
| 27                  | Miguel Ángel López  | Astana                    | 1                   |
| 27                  | Alexey Lutsenko     | Astana                    | 1                   |
| 27                  | Dan Martin          | Israel Start-Up Nation    | 1                   |
| 27                  | Michael Matthews    | Sunweb                    | 1                   |
| 27                  | Tim Merlier         | Alpecin-Fenix             | 1                   |
| 27                  | Jhonatan Narváez    | Ineos Grenadiers          | 1                   |
| 27                  | Ben O'Connor        | NTT Pro Cycling           | 1                   |
| 27                  | Nans Peters         | AG2R La Mondiale          | 1                   |
| 27                  | Nairo Quintana      | Arkéa-Samsic              | 1                   |
| 27                  | Peter Sagan         | Bora-Hansgrohe            | 1                   |
| 27                  | Marc Soler          | Movistar                  | 1                   |
| 27                  | Jasper Stuyven      | Trek-Segafredo            | 1                   |
| 27                  | Jan Tratnik         | Bahrain-McLaren           | 1                   |

| #  | Équipe                    | Vict. |
| -- | ------------------------- | ----- |
| 1  | Team Jumbo-Visma          | 15    |
| 2  | Ineos Grenadiers          | 11    |
| 2  | Deceuninck-Quick Step     | 11    |
| 2  | UAE Team Emirates         | 11    |
| 5  | Bora-Hansgrohe            | 10    |
| 6  | Sunweb                    | 9     |
| 7  | Lotto-Soudal              | 8     |
| 7  | EF Pro Cycling            | 8     |
| 9  | Groupama-FDJ              | 6     |
| 9  | Trek-Segafredo            | 6     |
| 11 | Alpecin-Fenix             | 5     |
| 11 | Mitchelton-Scott          | 5     |
| 13 | Astana                    | 4     |
| 14 | NTT Pro Cycling           | 3     |
| 15 | Bahrain-McLaren           | 2     |
| 15 | Israel Start-Up Nation    | 2     |
| 17 | AG2R La Mondiale          | 1     |
| 17 | Arkéa-Samsic              | 1     |
| 17 | CCC Team                  | 1     |
| 17 | Movistar                  | 1     |
| 17 | Team Total Direct Énergie | 1     |

| #  | Pays            | Vict. |
| -- | --------------- | ----- |
| 1  | Belgique        | 16    |
| 2  | Slovénie        | 14    |
| 3  | Italie          | 12    |
| 4  | Australie       | 11    |
| 5  | Grande-Bretagne | 10    |
| 6  | Allemagne       | 9     |
| 6  | Danemark        | 9     |
| 8  | France          | 8     |
| 9  | Pays-Bas        | 6     |
| 10 | Irlande         | 5     |
| 11 | Colombie        | 4     |
| 12 | Équateur        | 3     |
| 12 | Espagne         | 3     |
| 14 | Canada          | 2     |
| 14 | Suisse          | 2     |
| 16 | États-Unis      | 1     |
| 16 | Kazakhstan      | 1     |
| 16 | Norvège         | 1     |
| 16 | Pologne         | 1     |
| 16 | Portugal        | 1     |
| 16 | Tchéquie        | 1     |
| 16 | Slovaquie       | 1     |